# Sci di fondo ai IX Giochi asiatici invernali - 5km TL femminile
La gara dei 5km tecnica libera femminile si è svolta il 9 febbraio 2025 allo Yabuli Ski Resor di Harbin, in Cina. 

## Risultati
| Pos | Atleta                     | Nazione       | Tempo   |
| --- | -------------------------- | ------------- | ------- |
| 1   | Bayani Jialin              | Cina          | 12:07.5 |
| 2   | Dinigeer Yilamujiang       | Cina          | 12:11.1 |
| 3   | Chi Chunxue                | Cina          | 12:17.5 |
| 4   | Chen Lingshuang            | Cina          | 12:24.6 |
| 5   | Nadezhda Stepashkina       | Kazakistan    | 12:25.6 |
| 6   | Chika Kobayashi            | Giappone      | 12:32.1 |
| 7   | Xeniya Shalygina           | Kazakistan    | 12:45.7 |
| 8   | Angelina Shuryga           | Kazakistan    | 12:54.9 |
| 9   | Darya Ryazhko              | Kazakistan    | 13:03.5 |
| 10  | Yuka Yamazaki              | Giappone      | 13:06.2 |
| 11  | Han Da-som                 | Corea del Sud | 13:15.5 |
| 12  | Lee Eui-jin                | Corea del Sud | 13:16.9 |
| 13  | Ariuntungalag Enkhbayar    | Mongolia      | 13:38.1 |
| 14  | Karen Hatakeyama           | Giappone      | 13:42.6 |
| 15  | Je Sang-mi                 | Corea del Sud | 13:44.2 |
| 16  | Lee Ji-ye                  | Corea del Sud | 13:47.2 |
| 17  | Mayu Yamamoto              | Giappone      | 13:48.9 |
| 18  | Ariunbold Tumur            | Mongolia      | 13:51.1 |
| 19  | Samaneh Beyrami Baher      | Iran          | 14:20.0 |
| 20  | Nomin-Erdene Barsnyam      | Mongolia      | 14:32.8 |
| 21  | Enkhtuul Ariunsanaa        | Mongolia      | 14:34.6 |
| 22  | Sahel Tir                  | Iran          | 15:58.5 |
| 23  | Atefeh Salehi              | Iran          | 16:01.7 |
| 24  | Farnoosh Shemshaki         | Iran          | 17:10.3 |
| 25  | Bhavani Thekkada Nanjunda  | India         | 18:10.4 |
| 26  | Antonina Borisenko         | Kirghizistan  | 18:12.8 |
| 27  | Phatcharapha Sangchan      | Thailandia    | 18:20.2 |
| 28  | Diana Taalaibekova         | Kirghizistan  | 18:49.9 |
| 29  | Natthaatcha Chatthitimette | Thailandia    | 18:57.4 |
| 30  | Syrelle Lozom              | Libano        | 20:37.3 |
| 31  | Caren Succar               | Libano        | 21:56.4 |
| 32  | Madina Saralaeva           | Kirghizistan  | 22:17.1 |
| 33  | Piumi Piyadarshani         | Sri Lanka     | 34:00.8 |